# میکروسیالی داخلی منشأ تشخیص سرطان

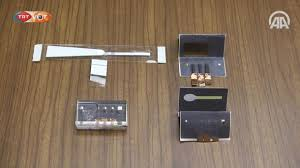

تکنولوژی یکپارچه تراشه در حال توسعه و استفاده در میکروفیلترها برای تشخیص بیومولکول‌ها و تعاملات آن‌ها در شبکه‌های سیگنال و سیگنال‌های موجود در سلول‌ها و موجودات زنده است. نشانه‌های این سیستم‌ها عبارتند از دریچه‌های غشایی پنوماتیک برای مسیریابی مایع، اندازه‌گیری و کنترل سینتیک واکنش در حجم‌های کوچک. در مقایسه با سیستم عامل‌های معمولی، تراشه‌های مبتنی بر تراشه‌های میکروسیالی مزایای متعددی از جمله اتوماسیون کامل و چند منظوره، دقت افزایش یافته، کنترل و کارایی، رزولوشن مکانی و زمانی بالا را ارائه می‌دهند. محقق‌ها علاقه‌مند به طراحی مدارهای مایع جدید هستند، بررسی مواد جدید سازگار با برنامه‌های میکروسیالی، تراشه‌های اتصال به آزمایشگاه‌های استاندارد و ابزار اندازه‌گیری توان بالا (تصویربرداری یا توالی) در حال انجام است. تکنولوژی میکروسیالی یکی از فناوری‌های جدید است که قادر به استفاده از خواص ویژه مایعات و نانو مقیاس مایعات، و همچنین کاهش هزینه‌ها و زمان آزمایش، استفاده گسترده از بخش‌های تحقیقاتی بیولوژیک و پزشکی است. یک دستگاه میکرو فلوئیدیک از سیلیکون، شیشه یا الاستومر ساخته شده‌است که در آن لوله‌های با ابعاد میکرون جاسازی شده و مایعات در این لوله‌ها جریان دارند. بسته به نیاز، تراشه‌ها باید برای انجام عملیات در آزمایش‌های کوچک و متوسط طراحی شوند. با توجه به مزایای بسیاری از سیستم‌های میکروسیالی و همچنین انعطاف‌پذیری بالا برای ساخت ساختارهای جدید، آشنایی با ایجاد این فناوری در کشور ضروری است.

## تاریخچه
چهار عامل را می‌توان منشاء پیدایش فناوری میکروسیالی دانست که هرکدام سهمی در ایجاد و پیشرفت این فناوری داشته‌اند. قدیمی‌ترین عامل مربوط به پیدایش روش‌های میکروآنالیز همچون کروماتوگرافی مایع با فشار بالا  است؛ که توانستند انقلابی در روش‌های آنالیز شیمیایی ایجاد کنند. به کارگیری این روش‌ها، حساسیت و قدرت تفکیک بالایی را در آنالیز مقادیر جزئی نمونه‌ها ممکن نبوده‌است. موفقیت این روش‌ها سبب شد تا با انجام تغییراتی در این روش‌ها کاربردهای تازه‌ای برای آن‌ها در علوم شیمی و زیست‌شناسی ایجاد شود.
دومین محرک از زیست‌شناسی مولکولی ایجاد شد. زمانی که در دههٔ ۱۹۸۰ یک افزایش انفجاری در داده‌های ژنومیک رخ داد که ایجاد روش‌های میکروآنالیزی مرتبط با زیست مولکولی را – مانند روش‌های توالی‌یابی - به دنبال داشت. این روش‌ها نیاز به ابزارهایی با کارکرد بالاتر و حساسیت و قدرت تفکیک بیشتر نسبت به ابزارهای قدیمی داشتند. فناوری میکروسیالی راه حل بسیار مناسبی برای غلبه بر این مشکلات بود.
سهم سوم مربوط به صنایع میکروالکترونیک است. اولین امیدواری‌ها برای ساخت تراشه‌های میکروسیالی، لیتوگرافی و فناوری‌های مرتبط با آن بود؛ که به صورت موفقیت آمیزی در ساخت تراشه‌های میکروالکترونیک به کار گرفته شده بود. این فناوری‌ها به صورت مستقیم در میکروسیال‌ها قابل استفاده هستند.
آخرین محرک ایجاد این فناوری در بخشی کاملاً مجزا به وجود آمد. زمانی که پس از جنگ سرد صلاح‌های شیمیایی و بیولوژیکی در صنایع نظامی کاربرد پیدا کردند؛ وزارت دفاع ایالات متحدهٔ آمریکا با ایجاد یک مرکز تحقیقاتی دارپا، سرمایه‌گذاری در بخش سیستم‌های میکروسیالی را افزایش داد؛ تا از قدرت این فناوری، در بخش نظامی سود ببرد. [1].

## خواص فیزیکی مایع مایکروسافت

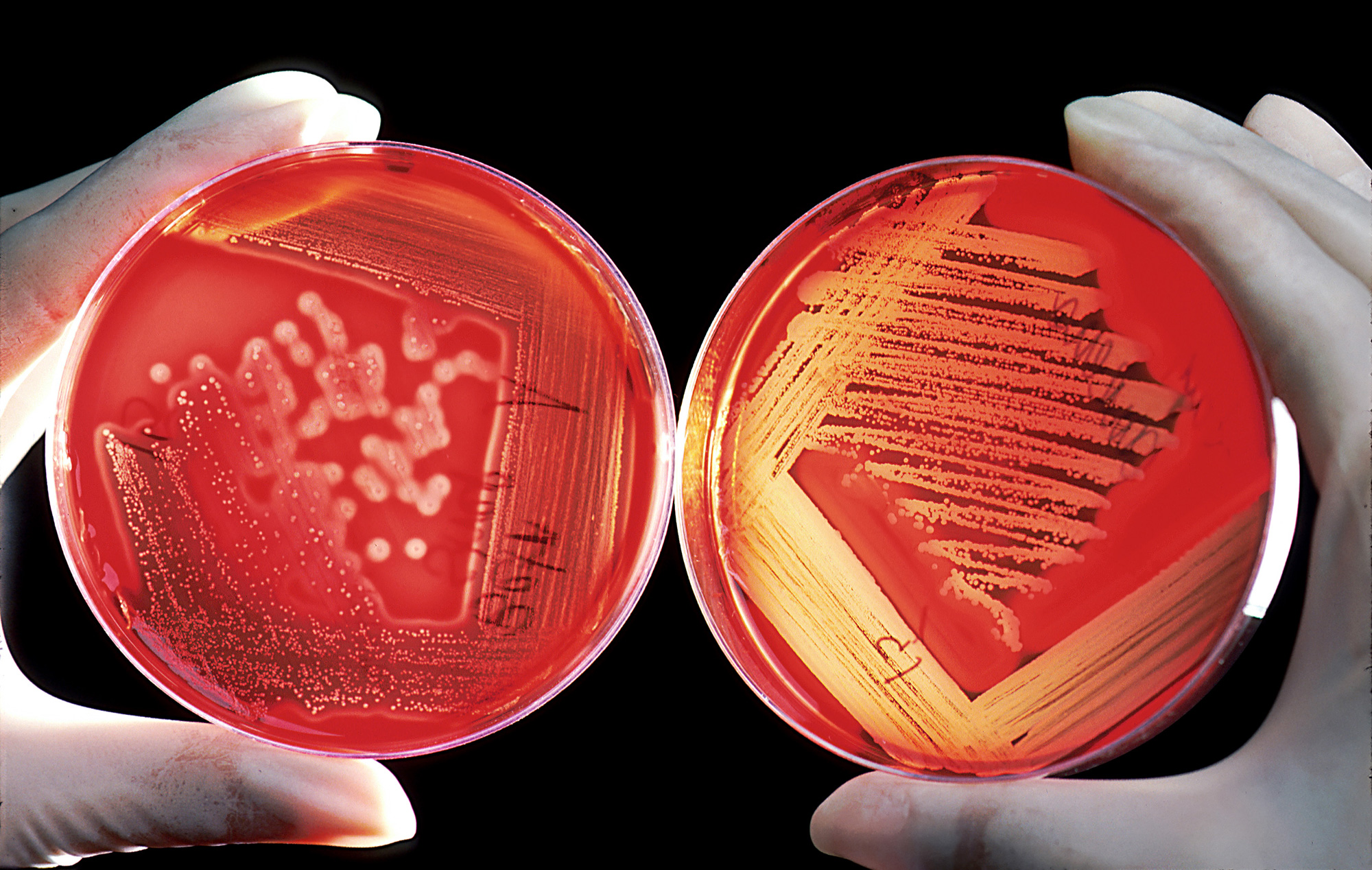

استفاده از خواص فیزیکی مختلف مایعات در مایکروویوها به‌طور قابل توجهی به توسعه تکنولوژی میکروفیلیید کمک کرده‌است. این تفاوت‌ها ویژگی‌هایی را ایجاد می‌کنند که در یک مقیاس بزرگ [1، 3 و 4] بسیار دشوار است یا حتی غیرممکن است. در میان این خواص، نوع حرکت مایعات در مایکروویل‌ها متفاوت است. در یک مقیاس ماکرولا، حرکت مایعات یک جریان متناوب است و اختلاط در آشفتگی و در همه جهات انجام می‌شود. در مقابل، در مایکرونی و نانو حجم مایعات که درون مایکروویل جریان می یابند، جریان مایع خطی است و جریان لاپاراسکوپی تنها به صورت موازی با دیواره لوله است. این ویژگی نیاز به انرژی را برای هدایت جریان سیال از طریق کانال حذف می‌کند، و آن را برای آزمایش آسان می‌کند. همچنین، اگر دو نوع مایعات به‌طور همزمان در یک میکرووئل تزریق شوند، این دو فقط در مواجهه با یکدیگر مخلوط نمی‌شوند [3]. یکی دیگر از خصوصیات مورد استفاده در میکرو مدار، جریان الکتروریسی است که از طریق حرکت سیال حاوی یون داخل میکرولیوت، که در آن یون‌های پایدار در امتداد سطح وجود دارد و پتانسیل الکتریکی در آن ایجاد شده‌است. در جریان معمول مایع سطح سطح مایع بی اهمیت است. در مقایسه با جریان الکتریکی، یک سطح صاف در لوله تولید می‌شود که قدرت جداسازی جداسازی مایع را افزایش می‌دهد. 5-6. مزایای گسترده مانند کاهش اندازه نمونه، تولید ضایعات کم، و صرفه جویی در وقت و هزینه، منجر به استفاده از فناوری میکروسیالی در بخش‌های مختلف زیست شناسی، شیمی، مهندسی و پزشکی شده‌است. علاوه بر این، تراشه‌های میکرو فلوئید می‌توانند از سازه‌هایی ساخته شوند که ابعاد آن‌ها متناسب با ابعاد سلول‌های پروکاریوتی و یوکاریوت‌ها است. این ویژگی تکنولوژی میکروسیالی را مخصوصاً برای مطالعات زیست‌شناسی سلولی مورد استفاده قرار می‌دهد [1، 4]. توانایی تراشه‌های میکروسیالی برای ایجاد محیطی متناسب با اندازه سلول‌ها در مطالعه رفتار سلولی بسیار مهم است. در مطالعات معمول در شیشه، رفتار و پاسخ جمعیت سلولی بررسی می‌شود. اما با استفاده از میکروسیلیکا، محیط اطراف سلول می‌تواند مورد بررسی قرار گیرد و اثرات عوامل مختلف شیمیایی و فیزیکی بر سلول منحصر به فرد و پاسخ سلول به این عوامل بررسی می‌شود. حضور جریان‌های لامینار و حرکت مواد از طریق انتشار که آهسته است، توانایی ایجاد شیب تند است و می‌توان رفتار سلول را در شیب غلظت مشاهده کرد و حتی بررسی اثر غلظت مواد در قسمت‌های مختلف یک سلول. [7]. توسعه یک شیب تند در مطالعات مغز و اعصاب نیز رایج است. علاوه بر این، اثرات غلظت‌های مختلف عوامل رشد بر تمایز و توسعه سلول‌ها می‌تواند مورد بررسی قرار گیرد [5]. میکرو تراشه‌ها همچنین می‌توانند برای بررسی شبه محیطی یا نیمه بافت و رفتار جمعیت سلولی مورد استفاده قرار گیرند. این خواص به‌طور گسترده در غربالگری برای مطالعات دارویی استفاده می‌شود [4].
بیش از یک قرن پیش، در سال 1869، آسیب‌شناس استرالیایی توماس اشاره کرد که برخی از سلول‌های موجود در خون انسان با سرطان متاستاتیک به نظر نمی‌رسد مانند سلول‌های طبیعی . در عوض، آن‌ها به نظر می‌رسد مشابه در تومورهای جامد بیمار. در مقاله دربارهٔ کشف او در مجله پزشکی استرالیا منتشر شده‌است، او کلمات چشم‌انداز نوشت: "سلول های مشابه با کسانی که از سرطان خود را در خون دیده می شود ممکن است تمایل به پرتاب برخی از نور حالت منشا تومورهای چندگانه موجود در یک فرد "'. با ظهور فناوری‌های جدید در دهه‌های گذشته، کار بر روی این سلول‌های تومور گردش خون   احیا شده‌است و به سرعت در حال رشد است. زمینه CTC‌ها یکی از چالش‌های بزرگ را برای جامعه میکروسیال‌ها تعریف می‌کند.
سلول‌های توموری در خون از ابتدای و متاستاتیک آزاد می‌شوند تومورها و این که، به غیر از نقش کاربردی در ایجاد تومورهای متاستاتیک آن‌ها بالقوه تشخیص بالینی در انکولوژی دارند. امکان جداسازی و تشخیص CTC‌ها با توجه به ویژگی‌های بیولوژیکی آنها، پیش‌بینی شده‌است انتظار می‌رود درمان سرطان، به‌طور چشمگیری در سال‌های آتی، به‌طور چشمگیری تغییر کند، زیرا تعداد روزافزون داروهای جدید هدفمند که به مکانیزم بیولوژیکی تومور منجر می‌شود و به‌طور مستقیم مسئول رشد تومور است و بخشی از درمان شیمی درمانی استاندارد در دسترس خواهد بود.